# Lucky Love
A Lucky Love című dal a svéd Ace of Base első kimásolt kislemeze a The Bridge című 1995. november 7-én megjelent második stúdióalbumáról.

## Megjelenések
A dal az első kimásolt kislemez, mely 1995. október 9-én jelent meg Európában, majd 1996. január 22-én az Egyesült Államokban. A dal akusztikus változata a második kimásolt kislemez volt az albumról az Államokban és Kanadában. A dal Svédországban első helyezést ért el, és Finnországban is ugyanezen a helyen végzett. Dániában csupán a 2. helyig sikerült jutnia. A dal az együttes 5. világméretű slágere.
A dalt felhasználták Göteborgban az 1995-ös Atlétikai Világbajnokságon is.

## Kritikák
A Billboard így írt a dalról: A The Bridge album elindulása óta az egyetlen olyan dal, mely a rajongókat lázba hozta, és sokkal finomabb, és kielégítőbb, mint a Beautiful Life című dal, melyet magadnak énekelsz, akár akarod, akár nem.
A Music & Media azt írta: A Happy Nation című albumot az új keményen követi, és a svéd csapat valamilyen különleges frekvencián tartja a kezét, mely lehetővé teszi számunkra, hogy a legnépszerűbb dallamok csendüljenek fel.

## Videóklip

### Európai változat
Az első videóklip, melyet Európában jelentettek meg, Rocky Schenck rendezte, mely egy középkorú nőre összpontosít, aki hosszú évek után találkozik újra barátjával. A zenekar tagjai szintén feltűnnek a videóban a video színészei körében, valamint a zenekar által rögzített képek is bevillannak, az általuk rögzített kézi videókamerával. Ez a változat, mely a dal akusztikus változatát is tartalmazza, a 2008-ban kiadott DVD-n szerepel.

### U.S. változat (Akusztikus verzió)
A dal második videóklip változata Észak-Amerikában jelent meg, és a dal akusztikus változatát tartalmazza, mely több fialat párra összpontosít, amelyek különböző forgatókönyvek szerint működnek együtt. Ezt a változatot 1996 április 29-én és 30-án forgatták a Hampton Cout-palotában.

## Megjelenések
12"  US Arista – 07822-12980-1
- A1	Lucky Love (Frankie Knuckles Classic Club Mix) 7:22 Engineer – John Poppo, Keyboards – Satoshi Tomiie, Remix, Producer [Additional Production] – Frankie Knuckles
- A2	Lucky Love (Lenny B's Club Mix) 7:08 Remix, Producer [Additional Production] – DJ Stew, Remix, Producer [Additional Production], Keyboards, Programming – Lenny B*

- B1	Lucky Love (Vission Lorimer Funkdified Mix) 6:02 Remix, Producer [Additional Production] – Peter Lorimer And Richard "Humpty" Vission*
- B2	Lucky Love (Armand's British Nites Mix (Edit)) 8:06 Remix, Producer [Additional Production] – Armand Van Helden

7"  UK  London Records – ACE 4
- A	Lucky Love (Original Version) 2:52
- B	Lucky Love (Acoustic Version) 2:52

## Slágerlista

### Heti összesítések
| Slágerlista (1995)                    | Legjobb helyezések |
| ------------------------------------- | ------------------ |
| Ausztrália (ARIA)                     | 30                 |
| Ausztria (Ö3 Austria Top 40)          | 14                 |
| Belgium (Ultratop 50 Flanders)        | 24                 |
| Belgium (Ultratop 50 Wallonia)        | 9                  |
| Canada (RPM)                          | 6                  |
| Denmark (IFPI)                        | 2                  |
| Europe (European Hot 100 Singles)     | 6                  |
| Europe European Hot 100               | 16                 |
| Finnország (Singlet Top 20)           | 1                  |
| Franciaország (Single Top 100)        | 9                  |
| Németország (Media Control Charts)    | 13                 |
| Iceland (Íslenski Listinn Topp 40)    | 23                 |
| MTV Europe                            | 4                  |
| Hollandia (Single Top 100)            | 16                 |
| Új-Zéland (Recorded Music NZ)         | 12                 |
| Norvégia (VG-lista)                   | 12                 |
| Scotland (Official Charts Company)    | 20                 |
| Spain (AFYVE)                         | 6                  |
| Svédország (Sverigetopplistan)        | 1                  |
| Svájc (Schweizer Hitparade)           | 19                 |
| Egyesült Királyság (UK Singles Chart) | 20                 |
| US Billboard Hot 100                  | 30                 |
| U.S. Billboard Top 40 Mainstream      | 19                 |
| U.S. Billboard Rhythmic Top 40        | 25                 |
| U.S. Billboard Adult Top 40           | 33                 |
| U.S. Cash Box                         | 29                 |

### Év végi összesítések
| Slágerlista (1995)                 | Helyezés |
| ---------------------------------- | -------- |
| Franciaország French Singles Chart | 48       |
| Slágerlista (1996)                 | Helyezés |
| Kanada Canada Top Singles (RPM)    | 66       |